# Tears of anri 2
『tears of anri 2 』（ティアーズ・オブ・あんり）は2008年7月16日にリリースされた杏里の2枚目のカバー・アルバム。

## 解説
『tears of anri』の続編。

## 収録曲
編曲：パパダイスケ（特記以外）清水信之（1,2,10,12）小倉泰治（4,5）
1. Goodbye Day（来生たかお）
2. ワインレッドの心（安全地帯）
3. 初恋（村下孝蔵）
4. 最後の雨（中西保志）
5. 涙そうそう（BEGIN）
6. もう恋なんてしない（槇原敬之）
7. ラブ・ストーリーは突然に（小田和正）
8. 桜（コブクロ）
9. 抱きしめたい（Mr.Children）
10. 瞳をとじて（平井堅）
11. 恋（松山千春）
12. さよなら（オフコース）